# アイザック・ボス
アイザック・ボス（Isaac Boss、1980年4月9日 - ）は、アイルランドの元ラグビーユニオン選手。

## プロフィール
- ニュージーランド・トコロア出身[1]。
- 現役時代のポジションはスクラムハーフ(SH)、フルバック(FB)。
- 身長 178cm、体重 88kg
- アイルランド代表通算キャップ数は22でラグビーワールドカップ2007・ラグビーワールドカップ2011・ラグビーワールドカップ2015のアイルランド代表に選ばれた[2]。

## 略歴
ワイカト、チーフス、ハリケーンズ、アルスター、レンスターを経て、2016年、ワイカトに復帰。 同年、現役を引退した。